# Grusjön
Grusjön är en sjö i Mora kommun i Dalarna och ingår i Dalälvens huvudavrinningsområde. Sjön har en area på 0,146 kvadratkilometer och ligger 310,3 meter över havet.

## Delavrinningsområde
Grusjön ingår i det delavrinningsområde (675196-139727) som SMHI kallar för Mynnar i Stor-Häsjen. Medelhöjden är 332 meter över havet och ytan är 13,7 kvadratkilometer. Det finns inga avrinningsområden uppströms utan avrinningsområdet är högsta punkten. Vattendraget som avvattnar avrinningsområdet har biflödesordning 5, vilket innebär att vattnet flödar genom totalt 5 vattendrag innan det når havet efter 381 kilometer. Avrinningsområdet består mestadels av skog (66 procent) och sankmarker (27 procent). Avrinningsområdet har 0,15 kvadratkilometer vattenytor vilket ger det en sjöprocent på 1,1 procent.